# San José de Perijá
Pour les articles homonymes, voir San José.
San José de Perijá est l'une des quatre paroisses civiles de la municipalité de Machiques de Perijá dans l'État de Zulia au Venezuela. Sa capitale est San José.